# Videojuego sandbox
El juego libre (en inglés sandbox) es un estilo de videojuego caracterizado por dar al jugador un alto grado libertad para ser creativo a la hora de completar tareas hacia un objetivo dentro del juego, o simplemente para jugar sin restricciones. Algunos juegos sandbox puros simplemente no tienen objetivos y son simplemente mundos que dan la posibilidad de hacer lo que uno desee. Más comúnmente, los juegos sandbox son el resultado de que estos elementos creativos se incorporan a otros géneros y permiten un juego emergente. Los juegos sandbox a menudo se asocian con conceptos de mundo abierto que le dan al jugador libertad de movimiento y progresión en el mundo del juego. El término inglés sandbox significa 'cajón de arena' y en algunos países 'arenero', y por tanto es una analogía con la libertad que tienen los niños de dar rienda suelta a su imaginación para jugar.
Los primeros juegos sandbox surgieron de videojuegos de simulación espacial como Elite (1984) y simulaciones de construcción de ciudades y juego de simulación económica como SimCity (1989). Los lanzamientos de Los Sims y Grand Theft Auto III en 2000 y 2001, respectivamente, demostraron que los juegos con sistemas interactivos muy detallados que fomentaban la experimentación del jugador también podían verse como juegos sandbox. Los juegos sandbox también encontraron terreno con la capacidad de interactuar socialmente y compartir contenido generado por el usuario a través de Internet como Second Life (2003). Minecraft (2011) es uno de los ejemplos más exitosos de un juego sandbox, con jugadores capaces de disfrutar tanto en modos creativos como a través de modos de supervivencia más orientados a objetivos.

## Terminología
Desde el punto de vista del desarrollo de videojuegos, un sandbox es una forma de jugar que incorpora elementos de diseño y mecánicas que fomentan la libertad de acciones del jugador. El término sandbox puede describir un género o un modo de juego, con énfasis en la libertad del usuario, reglas relajadas y objetivos mínimos. El diseño de un sandbox también puede describir un tipo de desarrollo de juego, en el que un diseñador agrega lentamente funciones a una experiencia de juego mínima, experimentando con cada elemento de uno en uno. Hay muchas variedades de diseño de sandbox, basadas en una amplia gama de elementos interactivos dinámicos. Por lo tanto, el término se usa a menudo, sin una definición estricta. Los diseñadores de juegos a veces definen un sandbox erróneamente como un juego donde uno puede "restar las misiones, la campaña principal, la narrativa o lo que sea que une la progresión del juego, y tienes un sandbox".

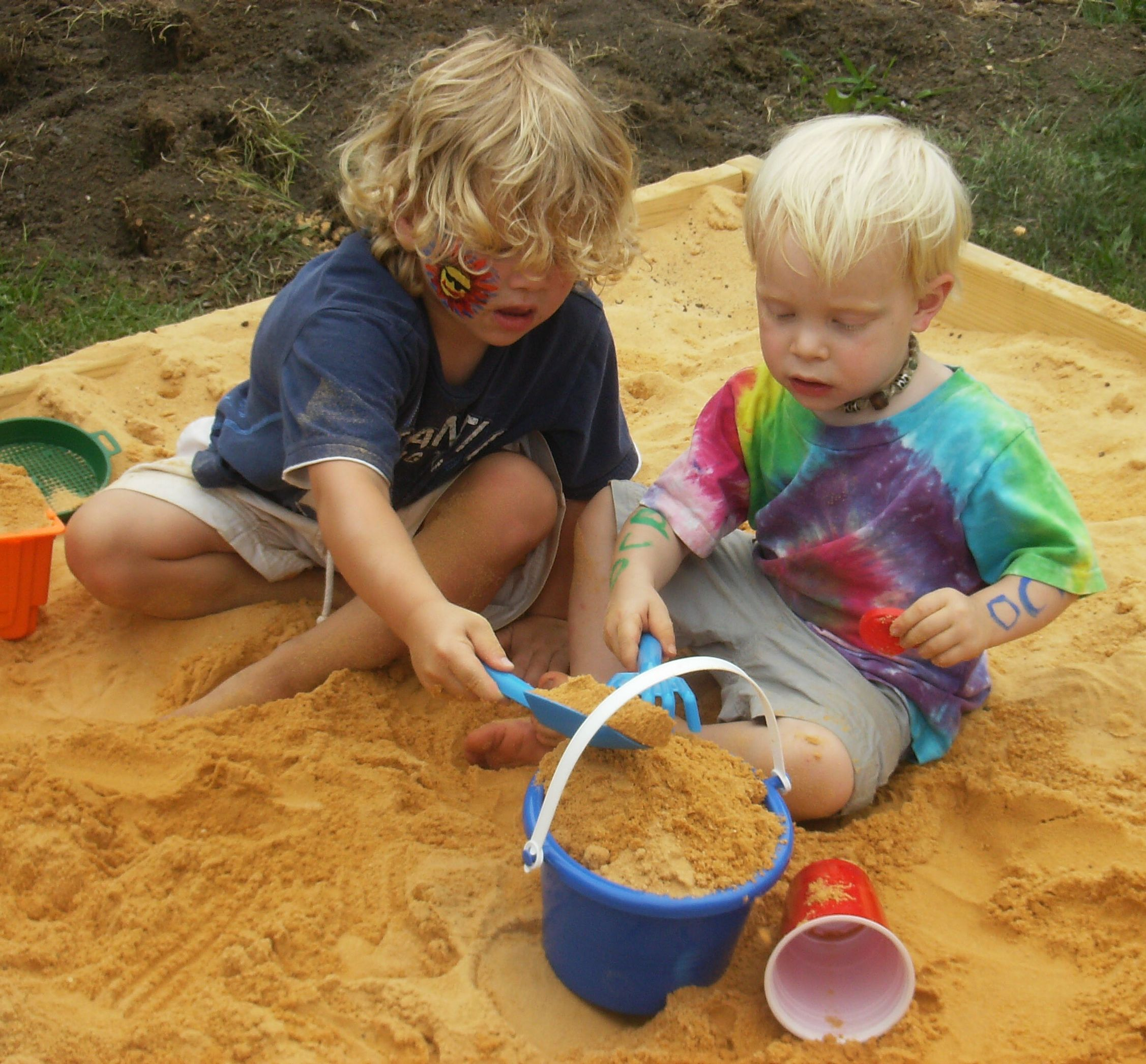
Niños jugando en una caja de arena, metáfora que representa los videojuegos de tipo sandbox.

En el diseño de juegos, un sandbox es una metáfora de jugar en una caja de arena literalmente. El historiador de juegos Steve Breslin describe la metáfora como "un niño jugando en una caja de arena produciendo un mundo de arena". Esta metáfora entre la caja de arena virtual y literal es comentada también por la arquitecta Alexandra Lange, como una caja de arena que describe cualquier entorno delimitado que ofrece libertad para explorar y construir. Esto puede distinguirlo de las ideas convencionales de un juego, donde la caja de arena metafórica es un "espacio de juego en el que la gente puede probar diferentes roles y misiones imaginarias en lugar de un 'juego' para jugar".
Al describir los videojuegos sandbox a menudo se asocia con la mecánica de juego de mundo abierto y viceversa, pero estos son dos conceptos dispares. Los mundos abiertos son aquellos en los que el movimiento del jugador en el mundo virtual no suele estar limitado por el juego, lo que permite que el jugador deambule libremente por él. Adventure de la consola Atari 2600 se considera un juego de mundo abierto, ya que el jugador puede explorar todo el mundo del juego excepto a través de puertas cerradas desde el principio, pero no se considera que tenga un diseño sandbox ya que las acciones del jugador generalmente están restringidas. Del mismo modo, juegos como Microsoft Flight Simulator también son de mundo abierto, ya que el jugador puede llevar su avión a cualquier parte del mundo virtual del juego, pero como no hay aspectos creativos en el juego, no se consideraría un sandbox.

## Crítica
Los videojuegos sandbox han sido criticados por no tener objetivos satisfactorios para los jugadores. Según Ernest Adams, fundador de la IGDA, «meter al jugador en el juego libre y decirle diviértete no es suficiente». Sobre todo al comienzo de un juego el jugador debe tener una idea clara de qué hacer a continuación y por qué».
Christopher Totten hace la observación de que «los elementos de juego libre se pueden interpretar erróneamente como reemplazos del contenido narrativo. De hecho, muchos juegos no han alcanzado su potencial porque imaginaban que el juego libre compensaría la falta de narrativa». Pero incluso un niño se cansa rápido de jugar en un cajón de arena.
Los críticos suelen poner la atención en las tareas repetitivas del juego, argumentando que una «sobreabundancia de eventos mundanos puede obstaculizar el disfrute del juego libre». Gamasutra señala que la calidad de los sandboxes varía porque «el gran riesgo del juego libre es que sea aburrido». Esto se debe a que «la arena en sí misma no es muy divertida. La capacidad de respuesta automatizada, compleja y, quizás sobre todo, dirigida es esencial para esos cajones de arena, y cuanto más complejo y adaptable sea el mundo más interesante será el sandbox».

## Uso en educación
Algunos sandbox han tenido aceptación en entornos educativos por inspirar a los alumnos a desarrollar la creatividad y las habilidades de pensamiento crítico.
Uno de los motivos para que Microsoft comprara Mojang, la desarrolladora de Minecraft, por 2500 millones de dólares en 2014 fue su posible aplicación en las áreas CTIM (ciencia, tecnología, ingeniería y matemáticas) debido a que jugar ayuda a despertar la curiosidad de los niños. Microsoft posteriormente mejoró la versión MinecraftEDU del juego en su Minecraft: Education Edition que proporciona a los maestros y estudiantes numerosos recursos prediseñados con los que trabajar, y la capacidad para que los maestros supervisen y ayuden a los estudiantes en su trabajo, pero a su vez les permite crear y aprender siguiendo varios planes de lecciones desarrollados por Microsoft.